# گمینا گرونووو البلانسکیه
گمینا گرونووو البلانسکیه (به لهستانی:  Gmina Gronowo Elbląskie) یک گمینا در لهستان است که در شهرستان البلانگ واقع شده‌است. گمینا گرونووو البلانسکیه ۸۹٫۲ کیلومتر مربع مساحت و ۴٬۸۷۵ نفر جمعیت دارد.